# 魚見桜

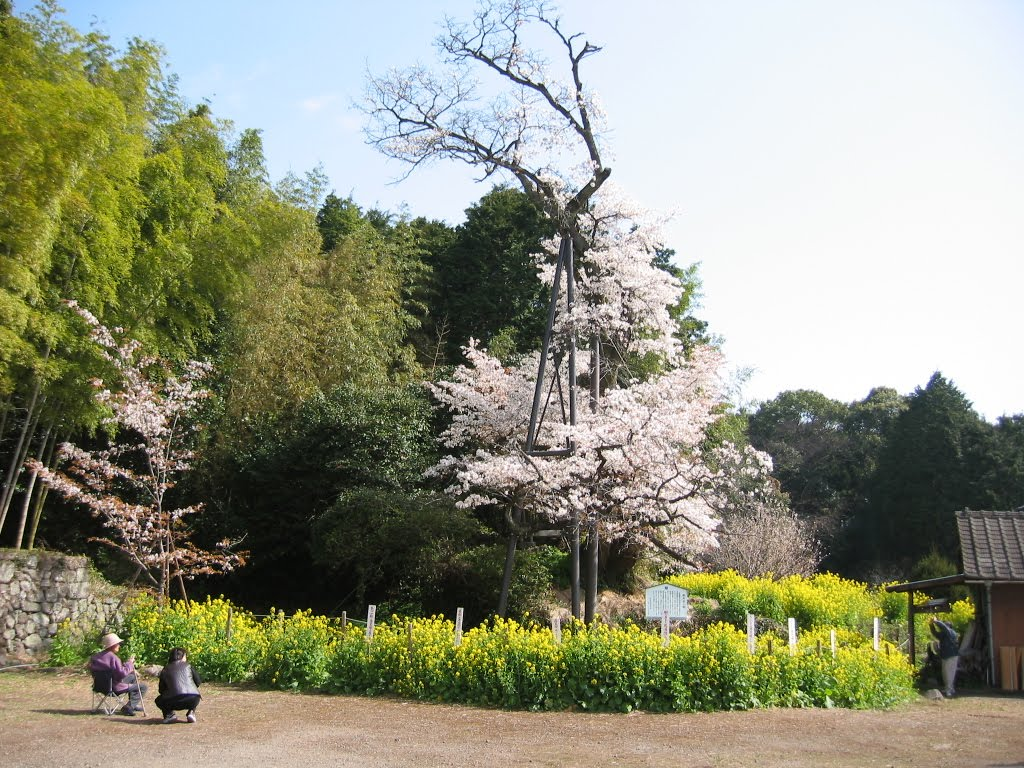
城内邸の桜（2004年3月16日撮影）

魚見桜（うおみざくら）は、大分県速見郡日出町豊岡5389にあるヤマザクラの一本桜。「城内邸の桜」として日出町の天然記念物に指定されており、おおいた遺産にも選定されている。

## 特徴
江戸時代に辻間村大庄屋を務めた城内氏の屋敷跡地に植えられている推定樹齢400年以上の桜の古木である。かつて漁師がこの木の花の咲き具合を見て漁期を定めたことから、魚見桜と名付けられた。旧庄屋屋敷内にあるため庄屋の桜とも呼ばれ、彼岸の頃に咲くことから彼岸桜とも呼ばれる。
樹勢の衰えにより親木は2012年から花を付けなくなり、かつて開催されていた魚見桜まつりも2013年から中止されていた。しかし、親木の根元から伸びた新芽（ひこばえ）や、周囲に育った2世の木が花をつけており、2018年には6年ぶりに桜まつりが開催される。

## 交通
- 自動車 - 国道10号小浦交差点を旧道方向に入り約5分[1]
- 鉄道 - JR九州日豊本線豊後豊岡駅から徒歩15分[8]
- バス - 大分交通豊岡小学校停留所から徒歩10分、豊岡小学校入口停留所から徒歩15分[8]